# Данн, Финли Питер
Финли Питер Данн (англ. Finley Peter Dunne; 10 июля 1867, Чикаго, Иллинойс, США — 24 апреля 1936, Нью-Йорк), американский писатель-юморист, публицист. Автор множества рассказов, центральной фигурой которых стал придуманный им персонаж — мистер Дули (англ. Mr. Dooley).

## Биография
Родился в Чикаго. В 17 лет начал работать корреспондентом и редактором газеты «Chicago Telegram». Позднее работал в других городских газетах, таких как «Chicago News», «Chicago Times» и др.
Когда Данну не было ещё двадцати лет, у него умерла мать. В память о ней будущий писатель поменял имя, включив в него её фамилию — Финли. Так, он стал сначала Питером Финли Данном, а затем Финли Питером Данном. С этим именем он и вошёл в историю.
В 90-е годы XIX века Данн писал обличительные статьи о политике США, начавших войну с Испанией, а затем захвативших Филиппины. А в октябре 1893 года он впервые вывел образ «мистера Дули» — владельца пивной на шоссе Арчи в Чикаго, открыто высказывающего свои парадоксальные, нередко шокирующие суждения об окружающей жизни.

## Произведения о мистере Дули
В 1898 году вышел первый сборник рассказов, центральной фигурой которых стал мистер Дули — «Мистер Дули в дни войны и в дни мира» (англ. «Mr. Dooley in Peace and in War»). В течение последующих двадцати лет Данн выпустит ещё 7 сборников про Мартина Дули, причём в эти книги вошла всего треть от общего числа рассказиков о Дули (всего их было более семисот).